# Sharp Peak (Livingston-Insel)
Der Sharp Peak (englisch für Spitzer Gipfel, in Argentinien Pico Agudo von spanisch agudo ‚spitz‘, in Chile Pico Puntiagudo von spanisch puntiagudo ‚spitz‘) ist ein etwa 500 m hoher Berg im Nordosten der Livingston-Insel im Archipel der Südlichen Shetlandinseln. Er ragt 3 km nordwestlich des Edinburgh Hill in den Vidin Heights auf.
Wissenschaftler der britischen Discovery Investigations nahmen 1935 die Kartierung sowie die deskriptive Benennung vor.